# Comesomoides deconincki
Comesomoides deconincki is een rondwormensoort uit de familie van de Comesomatidae. De wetenschappelijke naam van de soort is voor het eerst geldig gepubliceerd in 1980 door Gourbault.